# Usman Pribadi
Usman Pribadi (sinh ngày 19 tháng 9 năm 1983) là một cầu thủ bóng đá người Indonesia hiện tại thi đấu cho Persita Tangerang ở Liga Indonesia Premier Division.

## Thống kê câu lạc bộ
| Câu lạc bộ               | Mùa giải | Super League | Super League | Premier Division | Premier Division | Piala Indonesia | Piala Indonesia | Tổng    | Tổng      |
| Câu lạc bộ               | Mùa giải | Số trận      | Bàn thắng    | Số trận          | Bàn thắng        | Số trận         | Bàn thắng       | Số trận | Bàn thắng |
| ------------------------ | -------- | ------------ | ------------ | ---------------- | ---------------- | --------------- | --------------- | ------- | --------- |
| Deltras Sidoarjo         | 2010-11  | 13           | 0            | -                | -                | -               | -               | 13      | 0         |
| Persisam Putra Samarinda | 2011-12  | 12           | 0            | -                | -                | -               | -               | 12      | 0         |
| Tổng                     | Tổng     | 25           | 0            | -                | -                | -               | -               | 25      | 0         |